# Nuoto ai Giochi della XIX Olimpiade - 400 metri misti femminili
La competizione dei 400 metri misti femminili di nuoto ai Giochi della XIX Olimpiade si è svolta i giorni 24 e 25 ottobre 1968 alla Piscina Olímpica Francisco Márquez di Città del Messico.

## Programma
| Data            | Round      | Note                           |
| --------------- | ---------- | ------------------------------ |
| 24 ottobre 1968 | 5 Batterie | I migliori 8 tempi alla finale |
| 25 ottobre      | Finale     |                                |

## Risultati

### Batterie
| Pos. | Atleta           | Nazione          | Totale | Pos F |
| ---- | ---------------- | ---------------- | ------ | ----- |
| 1    | Susan Pedersen   | Stati Uniti      | 5'26"4 | 2 Q   |
| 2    | Larisa Zakharova | Unione Sovietica | 5'38"6 | 11    |
| 3    | Hennie Penterman | Paesi Bassi      | 5'38"8 | 12    |
| 4    | Carla Galle      | Belgio           | 5'55"2 | 22    |
| 5    | Olga de Ángulo   | Colombia         | 6'00"6 | 24    |

| Pos. | Atleta           | Nazione      | Totale | Pos F |
| ---- | ---------------- | ------------ | ------ | ----- |
| 1    | Sabine Steinbach | Germania Est | 5'31"3 | 5 Q   |
| 2    | Eva Sigg         | Finlandia    | 5'37"3 | 9     |
| 3    | Sue Eddy         | Australia    | 5'42"2 | 14    |
| 4    | Norma Amezcua    | Messico      | 5'47"9 | 16    |
| 5    | Ruth Apt         | Uruguay      | 6'04"5 | 25    |
| 6    | Shen Bao-Ni      | Taiwan       | 6'21"5 | 28    |

| Pos. | Atleta            | Nazione       | Totale | Pos F |
| ---- | ----------------- | ------------- | ------ | ----- |
| 1    | Lynn Vidali       | Stati Uniti   | 5'28"9 | 3 Q   |
| 2    | Shelagh Ratcliffe | Gran Bretagna | 5'33"2 | 6 Q   |
| 3    | Laura Vaca        | Messico       | 5'33"7 | 7 Q   |
| 4    | Tamara Oynick     | Messico       | 5'48"4 | 17    |
| 5    | Kirsten Strange   | Danimarca     | 5'59"0 | 23    |

| Pos. | Atleta          | Nazione       | Totale | Pos F |
| ---- | --------------- | ------------- | ------ | ----- |
| 1    | Marianne Seydel | Germania Est  | 5'30"9 | 4 Q   |
| 2    | Tui Shipston    | Nuova Zelanda | 5'33"7 | 8 Q   |
| 3    | Eva Wittke      | Germania Est  | 5'40"6 | 13    |
| 4    | Mariya Nikolova | Bulgaria      | 5'45"2 | 15    |
| 5    | Patricia Olano  | Colombia      | 5'52"6 | 20    |
| 6    | Yvonne Tobis    | Israele       | 5'53"8 | 21    |
| 7    | Hedy García     | Filippine     | 6'07"3 | 26    |

| Pos. | Atleta               | Nazione        | Totale | Pos F |
| ---- | -------------------- | -------------- | ------ | ----- |
| 1    | Claudia Kolb         | Stati Uniti    | 5'17"2 | 1 Q   |
| 2    | Dianna Rickard       | Australia      | 5'37"8 | 10    |
| 3    | Heli Matzdorf        | Germania Ovest | 5'50"5 | 18    |
| 4    | Consuelo Changanaqui | Perù           | 5'52"2 | 19    |
| 5    | Nelly Syro           | Colombia       | 6'13"1 | 27    |

### Finale
| Pos.    | Atleta            | Nazione       | Totale | Nota            |
| ------- | ----------------- | ------------- | ------ | --------------- |
| Oro     | Claudia Kolb      | Stati Uniti   | 5'08"5 | Record olimpico |
| Argento | Lynn Vidali       | Stati Uniti   | 5'22"2 |                 |
| Bronzo  | Sabine Steinbach  | Germania Est  | 5'25"3 |                 |
| 4       | Susan Pedersen    | Stati Uniti   | 5'25"8 |                 |
| 5       | Shelagh Ratcliffe | Gran Bretagna | 5'30"5 |                 |
| 6       | Marianne Seydel   | Germania Est  | 5'32"0 |                 |
| 7       | Tui Shipston      | Nuova Zelanda | 5'34"6 |                 |
| 8       | Laura Vaca        | Messico       | 5'35"7 |                 |